# Igor Zajtsev
Igor Zajtsev (russisk: Игорь Григорьевич Зайцев) (født 14. marts 1961 i Moskva i Sovjetunionen) er en russisk filminstruktør, skuespiller og manuskriptforfatter.

## Filmografi
- Kanikuly strogogo rezjima (Каникулы строгого режима, 2009)[2][3]
- Bender: Natjalo (Бендер: Начало, 2021)
- Bender: Zoloto imprerii (Бендер: Золото империи, 2021)